# 判別式
数学において、多項式の判別式（はんべつしき、英: discriminant）とは、その多項式の根が重根を持つための条件を与える、元の多項式係数の多項式で、最小のもののことである。
一般にdiscriminantの頭文字を取って、D で表記される。

## 概要
"discriminant"（判別式）という用語は1851年にイギリス人数学者ジェームス・ジョセフ・シルベスターによって造り出された。
通常は、大文字の D あるいは大文字の Δ で表記される。
具体的には、以下の式で定義される：
x の n次式
anxn + an−1xn−1 + … + a1x + a0 (an ≠ 0)
の重複を含めた根を α1, …, αn とすると、
{\displaystyle D={a_{n}}^{2n-2}\textstyle \prod \limits _{i,j(i<j)}(\alpha _{i}-\alpha _{j})^{2}=(-1)^{n(n-1)/2}{a_{n}}^{2n-2}\prod \limits _{i,j(i\neq j)}(\alpha _{i}-\alpha _{j})}
この定義式は、次の手順から、係数 an, an−1, …, a1, a0 の分数式である（実際には多項式になる）。
1. D は α1, …, αn の対称式である。
2. α1, …, αn の対称式は、α1, …, αn の基本対称式の多項式で表せる。
3. α1, …, αn の基本対称式は、根と係数の関係より、α1, …, αn の分数式である。//

判別式 D を係数 an, an−1, …, a1, a0 で表すには、終結式（シルヴェスター行列の行列式）を用いるのが最も簡明である：
多項式 f の判別式 D は、f とその導関数 f' の終結式に {\displaystyle {\frac {(-1)^{n(n-1)/2}}{a_{n}}}} を掛けた値に等しい。すなわち、
{\displaystyle D={\frac {(-1)^{n(n-1)/2}}{a_{n}}}{\begin{vmatrix}a_{n}&a_{n-1}&\cdots &\cdots &a_{0}&&\\&\ddots &\ddots &&&\ddots &\\&&a_{n}&a_{n-1}&\cdots &\cdots &a_{0}\\na_{n}&(n-1)a_{n-1}&\cdots &1a_{1}&&&\\&\ddots &\ddots &&\ddots &&\\&&\ddots &\ddots &&\ddots &\\&&&na_{n}&(n-1)a_{n-1}&\cdots &1a_{1}\end{vmatrix}}}
（対角成分に an が (n − 1)個、1a1 が n個）
二次方程式 ax2 + bx + c = 0 の判別式は
{\displaystyle \Delta =b^{2}-4ac}
である。
三次方程式 ax3 + bx2 + cx + d = 0 の判別式は
{\displaystyle \Delta =b^{2}c^{2}-4ac^{3}-4b^{3}d-27a^{2}d^{2}+18abcd}
である。
四次方程式 ax4 + bx3 + cx2 + dx + e = 0 の判別式は
{\displaystyle {\begin{aligned}\Delta =&\;256a^{3}e^{3}-192a^{2}bde^{2}-128a^{2}c^{2}e^{2}+144a^{2}cd^{2}e-27a^{2}d^{4}\\&\ +144ab^{2}ce^{2}-6ab^{2}d^{2}e-80abc^{2}de+18abcd^{3}+16ac^{4}e\\&\ -4ac^{3}d^{2}-27b^{4}e^{2}+18b^{3}cde-4b^{3}d^{3}-4b^{2}c^{3}e+b^{2}c^{2}d^{2}\end{aligned}}}
である。
より高次の方程式に対しても、判別式は定義され、係数たちの多項式であるが、その式は非常に長大なものになる。五次方程式の判別式は 59 の項を持ち、六次方程式の判別式は 246 の項を持ち、項の個数は次数によって指数的に増加する。
（具体的な高次方程式の判別式を最初の定義式に基づいて求めようとすると、長大な係数の多項式になり、計算すると時間がかかる。判別式を終結式の形で表し、そこでの係数の値で表された行列式を計算するのが良い。あるいは係数全体にごく少数の変数だけが含まれている場合にも、終結式を用いて計算をするのが良い。）
四次までの代数方程式に対しては、判別式は解の公式に現れるため、判別式の定義とは、解の公式の一部と誤解されがちである。しかし五次以上の代数方程式には解の公式が存在しない（アーベル-ルフィニの定理）が、判別式は常に定義される。
定義から、判別式の値が 0 であるのは、重根（すなわち重複度が 2以上の根）が存在することと同値である。
実数係数の代数方程式の実数解の個数は、二次方程式では、判別式の符号が正か零か負かにより2個、1個（重複度2）、0個と判別できるが、三次の場合にはそれぞれ3個、2個（片方は重複度2）あるいは1個（重複度3），1個となる。
このように三次以上では、判別式以外にも指標となる式が必要となる。
判別式の概念は、方程式の係数が複素数体に含まれていない場合にも適用できる。係数が整域 R に属していれば定義され、この場合に判別式は R の元である。特に、整数係数多項式の判別式は常に整数である。この性質は数論において広く用いられる。

## 定義
f(x) = anxn + an−1xn−1 + … + a1x + a0 (an ≠ 0)
とする。n次方程式 f(x) = 0 には、代数学の基本定理より、重複を含めて n 個の複素数解が存在する。それらを α1, …, αn とするとき、次の等式が成り立ち、多項式 f あるいは代数方程式 f(x) = 0 の判別式という。
{\displaystyle {a_{n}}^{2n-2}\textstyle \prod \limits _{i,j(i<j)}(\alpha _{i}-\alpha _{j})^{2}}
{\displaystyle ={\frac {(-1)^{n(n-1)/2}}{a_{n}}}{\begin{vmatrix}a_{n}&a_{n-1}&\cdots &\cdots &a_{0}&&\\&\ddots &\ddots &&&\ddots &\\&&a_{n}&a_{n-1}&\cdots &\cdots &a_{0}\\na_{n}&(n-1)a_{n-1}&\cdots &1a_{1}&&&\\&\ddots &\ddots &&\ddots &&\\&&\ddots &\ddots &&\ddots &\\&&&na_{n}&(n-1)a_{n-1}&\cdots &1a_{1}\end{vmatrix}}}
（対角成分に an が (n − 1)個、1a1 が n個）
（注）
- （注1）左辺の「{\displaystyle \textstyle \prod \limits _{i,j(i<j)}(\alpha _{i}-\alpha _{j})^{2}}」は、α1, …, αn の差積の平方であり、ヴァンデルモンドの行列式として表すことができる。
- （注2）この行列式は、第1列が an で割り切れるため、右辺は an−1, …, a0 の (2n − 2)次斉次多項式である。
- （注3）この行列式の部分は f と f' の終結式 (resultant) であり、記号で {\displaystyle \operatorname {Res} (f,f')} と表される。

### 判別式が終結式を用いて表されることの証明
ここでは、文献に掲載されている方法により証明する。
（証明）
{\displaystyle \textstyle \prod \limits _{i,j(i<j)}(\alpha _{i}-\alpha _{j})^{2}}
{\displaystyle =(-1)^{n(n-1)/2}\textstyle \prod \limits _{i,j(i\neq j)}(\alpha _{i}-\alpha _{j})}
{\displaystyle =(-1)^{n(n-1)/2}\textstyle \prod \limits _{i=1}^{n}\prod \limits _{j(j\neq i)}(\alpha _{i}-\alpha _{j})\quad \cdots \ (1)}
{\displaystyle f(x)=a_{n}\textstyle \prod \limits _{j=1}^{n}(x-\alpha _{j})}
{\displaystyle f'(x)=a_{n}\textstyle \sum \limits _{k=1}^{n}\prod \limits _{j(j\neq k)}(x-\alpha _{j})}
{\displaystyle f'(\alpha _{i})=a_{n}\textstyle \prod \limits _{j(j\neq i)}(\alpha _{i}-\alpha _{j})\quad \cdots \ (2)}
ここで、f'(x) = 0 の根を β1, …, βn−1 とする。
{\displaystyle f'(x)=na_{n}\textstyle \prod \limits _{j=1}^{n-1}(x-\beta _{j})}
{\displaystyle f'(\alpha _{i})=na_{n}\textstyle \prod \limits _{j=1}^{n-1}(\alpha _{i}-\beta _{j})\quad \cdots \ (3)}
(2) = (3) より、an ≠ 0 に注意して
{\displaystyle \textstyle \prod \limits _{j(j\neq i)}(\alpha _{i}-\alpha _{j})=n\prod \limits _{j=1}^{n-1}(\alpha _{i}-\beta _{j})\quad \cdots \ (4)}
(4) を (1) に代入すると、
{\displaystyle \textstyle \prod \limits _{i,j(i<j)}(\alpha _{i}-\alpha _{j})^{2}=(-1)^{n(n-1)/2}n^{n}\prod \limits _{i,j}(\alpha _{i}-\beta _{j})\quad \cdots \ (5)}
ここで、終結式においてよく知られている、次の等式を使う。
f(x) = anxn + an−1xn−1 + … + a1x + a0 (an ≠ 0) の根を α1, …, αn,
g(x) = bmxm + bm−1xm−1 + … + b1x + b0 (bm ≠ 0) の根を β1, …, βm
とすると、次が成り立つ：
{\displaystyle {a_{n}}^{m}{b_{m}}^{n}\textstyle \prod \limits _{i,j}(\alpha _{i}-\beta _{j})={\begin{vmatrix}a_{n}&a_{n-1}&\cdots &\cdots &a_{0}&&\\&\ddots &\ddots &&&\ddots &\\&&a_{n}&a_{n-1}&\cdots &\cdots &a_{0}\\b_{m}&b_{m-1}&\cdots &b_{0}&&&\\&\ddots &\ddots &&\ddots &&\\&&\ddots &\ddots &&\ddots &\\&&&b_{m}&b_{m-1}&\cdots &b_{0}\end{vmatrix}}}
（対角成分に an が m個、b0 が n個）
この等式を f, f' に適用すると、
{\displaystyle {a_{n}}^{n-1}(na_{n})^{n}\textstyle \prod \limits _{i,j}(\alpha _{i}-\beta _{j})}
{\displaystyle ={\begin{vmatrix}a_{n}&a_{n-1}&\cdots &\cdots &a_{0}&&\\&\ddots &\ddots &&&\ddots &\\&&a_{n}&a_{n-1}&\cdots &\cdots &a_{0}\\na_{n}&(n-1)a_{n-1}&\cdots &1a_{1}&&&\\&\ddots &\ddots &&\ddots &&\\&&\ddots &\ddots &&\ddots &\\&&&na_{n}&(n-1)a_{n-1}&\cdots &1a_{1}\end{vmatrix}}\quad \cdots \ (6)}
(5), (6) より、
{\displaystyle {a_{n}}^{2n-2}\textstyle \prod \limits _{i,j(i<j)}(\alpha _{i}-\alpha _{j})^{2}}
{\displaystyle ={\frac {(-1)^{n(n-1)/2}}{a_{n}}}{\begin{vmatrix}a_{n}&a_{n-1}&\cdots &\cdots &a_{0}&&\\&\ddots &\ddots &&&\ddots &\\&&a_{n}&a_{n-1}&\cdots &\cdots &a_{0}\\na_{n}&(n-1)a_{n-1}&\cdots &1a_{1}&&&\\&\ddots &\ddots &&\ddots &&\\&&\ddots &\ddots &&\ddots &\\&&&na_{n}&(n-1)a_{n-1}&\cdots &1a_{1}\end{vmatrix}}\ \blacksquare }

## 次数ごとの例
代数方程式の判別式を、終結式による式で計算してみる。判別式を D とおく。

### 二次方程式の判別式
二次方程式を
f(x) = ax2 + bx + c = 0
とおく。
f'(x) = 2ax + b
{\displaystyle {\begin{aligned}D=&\;{\frac {(-1)^{2\cdot (2-1)/2}}{a}}{\begin{vmatrix}a&b&c\\2a&b&\\&2a&b\end{vmatrix}}\\=&\;-{\begin{vmatrix}1&b&c\\2&b&\\&2a&b\end{vmatrix}}\quad ({\mbox{expand by Sarrus' rule}})\\=&\;-\{(b^{2}+4ac)-2b^{2}\}\\=&\;b^{2}-4ac\quad //\end{aligned}}}
二次方程式 f(x) = ax2 + bx + c = 0 において、特に b が 2 を因数に持つ場合、
b = 2b'
とおくと、
{\displaystyle {\frac {D}{4}}=b'^{2}-ac}
となる。
二次方程式の係数が実数である場合に、実数解の個数を判定するのによく用いられる。

### 三次方程式の判別式
三次方程式を
f(x) = x3 + px + q = 0
とおく。
f'(x) = 3x2 + p
{\displaystyle {\begin{aligned}D=&\;{\frac {(-1)^{3\cdot (3-1)/2}}{1}}{\begin{vmatrix}1&0&p&q&\\&1&0&p&q\\3&0&p&&\\&3&0&p&\\&&3&0&p\end{vmatrix}}\\&\\&({\mbox{eliminate 3rd row by 1st row, 4th row by 2nd row}})\\&\\=&\;-{\begin{vmatrix}1&0&p&q&\\&1&0&p&q\\0&0&-2p&-3q&\\&0&0&-2p&-3q\\&&3&0&p\end{vmatrix}}\\=&\;-{\begin{vmatrix}-2p&-3q&\\0&-2p&-3q\\3&0&p\end{vmatrix}}\quad ({\mbox{expand by Sarrus' rule}})\\=&\;-(4p^{3}+27q^{2})\quad //\end{aligned}}}
一般の三次方程式 ax3 + bx2 + cx + d = 0 の判別式は
{\displaystyle \Delta =b^{2}c^{2}-4ac^{3}-4b^{3}d-27a^{2}d^{2}+18abcd}
である。

## 解の公式における判別式
5次以上の代数方程式には、解の公式が存在しない（アーベル-ルフィニの定理）。
4次以下の代数方程式には、解の公式に判別式が現れる。

### 二次方程式の解
二次方程式
f(x) = ax2 + bx + c = 0
の解には、判別式 Δ が含まれる：
{\displaystyle x={\frac {-b\pm {\sqrt {b^{2}-4ac}}}{2a}}={\frac {-b\pm {\sqrt {\Delta }}}{2a}}}
係数 a, b, c が実数の場合：
- Δ > 0 のとき、f(x) = 0 は異なる 2 個の実数解をもつ。
- Δ = 0 のとき、f(x) = 0 は 1 個の重複する実数解をもつ。 
  - 重解は {\displaystyle x=-{\frac {b}{2a}}}
- Δ < 0 のとき、f(x) = 0 は1組の共役虚数解をもつ。
  - 虚数解は {\displaystyle x={\frac {-b\pm i{\sqrt {-\Delta }}}{2a}}}

### 高次方程式の解
より一般に、実数係数の n次代数方程式に対して、
- Δ > 0：{\displaystyle 0\leq k\leq {\frac {n}{4}}} なるある整数 k に対して、2k対の共役虚数解と (n − 4k)個の実数解があり、全て異なる；
- Δ < 0：{\displaystyle 0\leq k\leq {\frac {n-2}{4}}} なるある整数 k に対して、(2k + 1)対の共役虚数解と (n − 4k − 2)個の実数解があり、全て異なる；
- Δ = 0：少なくとも 1個の重解が存在する。実数係数であっても、重根は実数であるとは限らず、虚数の場合もある。

## 一般の可換環上での判別式
係数が一般の可換環上の代数方程式に対しても、判別式を定義することができる。ただし、環が整域でない場合、そのような環においては除法が常には定義されないから、行列式の第1列を最高次係数 {\displaystyle a_{n}} で割る替わりに、最高次係数を 1 に置き換えなければならない。この一般化された判別式は代数幾何学において基本的な次の性質を持つ。
f を係数を可換環 A に持つ多項式とし、D をその判別式とする。φ を A から体 K の中への環準同型とし、φ(f) を f の係数を φ によるそれらの像によって置き換えて得られる K 上の多項式とする。すると φ(D) = 0 であるのは f と φ(f) の次数の差が少なくとも 2 であるかまたは φ(f) が K の代数閉包において重根を持つとき、かつそのときに限る。1つ目のケースは φ(f) が無限遠点で重根を持つと解釈できる。
この性質が応用される典型的な状況は A が体 k 上の（一変数あるいは多変数）多項式環であり φ が A の不定元への k の体拡大 K の元の代入であるときである。
例えば、f が実係数の X と Y の二変数多項式であって、f = 0 は平面代数曲線の陰方程式であるとしよう。f を Y についての（係数が X の式である）一変数多項式と見ると、判別式は根が特異点、Y 軸に平行な接線との点、Y 軸に平行な漸近線のいくつか、の X 座標であるような、X の多項式である。言い換えると Y-判別式と X-判別式の根の計算によって変曲点を除いて曲線のすべての注目すべき点を計算できる。

## 一般化
判別式の概念は一変数の多項式に加えて円錐曲線、二次形式、代数体を含む他の代数的構造に一般化されている。代数的整数論における判別式は密接に関係し、分岐についての情報を含む。実は、分岐のより幾何的なタイプは判別式のより抽象的なタイプにも関係し、それによって多くの応用においてこれが中心的な代数的アイデアになる。

### 円錐曲線の判別式
二元二次方程式
{\displaystyle Ax^{2}+Bxy+Cy^{2}+Dx+Ey+F=0\,}
で表される平面幾何における円錐曲線に対して、判別式は
{\displaystyle B^{2}-4AC}
に等しく、円錐曲線の形を決定する。判別式が 0 よりも小さければ、楕円か円の方程式である。判別式が 0 に等しければ、放物線の方程式である。判別式が 0 よりも大きければ、双曲線の方程式である。この公式は退化の場合（多項式が分解するとき）働かない。

### 二次形式の判別式
判別式は、標数 ≠ 2 の任意の体 K 上の二次形式 Q へ実質的に一般化できる。標数 2 に対しては、対応する不変量はアーフ不変量である。
二次形式 Q が与えられたとき、その判別式 (discriminant) または行列式 (determinant) は Q の対称行列 S の行列式である。
行列 A による変数変換で対称行列は {\displaystyle A^{T}SA} に変わるが、この行列式は {\displaystyle (\det A)^{2}\det S} なので、変数変換において判別式は 0 でない平方によって変化し、したがって判別式の類は K/(K*)2 において well-defined である。すなわち、0 でない平方を除いて定まる。平方剰余も参照。
あまり直観的でないが、（二次形式に関する）ヤコビの定理によって、{\displaystyle K^{n}} 上の二次形式は変数の線型変換の後、
{\displaystyle a_{1}{x_{1}}^{2}+\cdots +a_{n}{x_{n}}^{2}}
として対角形式 (diagonal form) で表現できる。より正確には、V 上の二次形式を和
{\displaystyle \sum _{i=1}^{n}a_{i}{L_{i}}^{2}}
として表現できる、ここで Li は独立な線型形式であり n は変数の数である（ai のいくつかは 0 でもよい）。すると判別式は ai の積であり、これは K/(K*)2 における類として well-defined である。
K=R（実数体）に対して、(R*)2 は正の実数全体であり（任意の正数は 0 でない数の平方である）、したがって商 R/(R*)2 は 3 つの元、正、0、負を持つ。これは符号 (n0, n+, n−) よりも粗い不変量である。ここで n0 は対角形式における 0 の数であり n± は ±1 の数である。すると判別式は、形式が退化 ({\displaystyle n_{0}>0}) であれば 0 であり、そうでなければ負の係数の数のパリティ {\displaystyle (-1)^{n_{-}}} である。
K=C （複素数体）に対して、(C*)2 は 0 でない複素数であり（任意の複素数は平方である）、したがって商 C/(C*)2 は 2 つの元、非零と零からなる。
この定義は二次多項式の判別式に一般化される。多項式 {\displaystyle ax^{2}+bx+c} を斉次化すると二次形式 {\displaystyle ax^{2}+bxy+cy^{2}} になり、これは対称行列
{\displaystyle {\begin{bmatrix}a&b/2\\b/2&c\end{bmatrix}}}
で表現され、この行列式は {\displaystyle ac-(b/2)^{2}=ac-b^{2}/4} である。−4倍の違いを除いて {\displaystyle b^{2}-4ac} と一致する。
実形式の判別式の類の不変量（正、0、負）は、実形式が対応する円錐曲線楕円、放物線、双曲線にそれぞれ対応する。

## 交代式
判別式は根たちの対称式である。その平方根（各冪の半分：ヴァンデルモンド多項式）を n変数の対称多項式の環 {\displaystyle \Lambda _{n}} に添加すれば、交代式の環を得、これはしたがって {\displaystyle \Lambda _{n}} の二次拡大である。
簡単にいえば、判別式はその定義式の形から、その平方根は根の偶置換により不変であり、奇置換により符号が反転する。